# レキシントン (マサチューセッツ州)

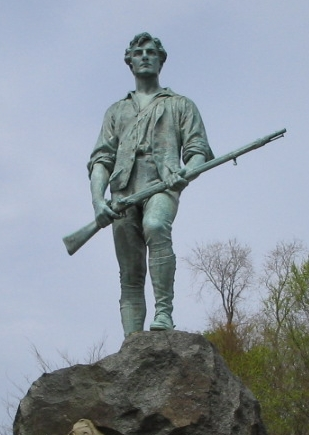
ミニットマン像

レキシントン（Lexington）は、アメリカ合衆国マサチューセッツ州のミドルセックス郡にある町。ボストンの北西20キロメートルに位置している。人口は3万5454人（2020年）。

## 歴史
レキシントンはボストンの北西の郊外に位置し、1640年に初めて入植され、1713年に町として発足した。1775年4月19日、アメリカ独立戦争の最初の銃声が放たれた場所として知られる（レキシントン・コンコードの戦い）。マサチューセッツ州ではこれを記念して4月19日を祝日に定めている。
レキシントン・コンコードの戦いで戦場となった市内中心部の広場に建立されたミニットマン像(ジョン・パーカー像)は全米で有名であり、この像を見ようと、全米各地から観光客がやってくる。
今日レキシントンは富裕層の住宅地であり、ウェブの発明者として知られるティム・バーナーズ＝リー、言語学者ノーム・チョムスキーなど多数の著名人が居を構えている。
また、村上春樹の短編小説『レキシントンの幽霊』の舞台もこのレキシントンである。

## 地理

ミドルセックス郡内の位置

レキシントンは北緯42度26分39秒、西経71度13分36秒 (42.444345, -71.226928)に位置している。
アメリカ合衆国統計局によると、この町は総面積42.8 km2 (16.5 mi2) である。このうち42.5 km2 (16.4 mi2) が陸地で0.4 km2 (0.1 mi2) が水地域である。総面積の0.85%が水地域となる。

## 人口動静
2000年の国勢調査で、この町は人口30,355人、11,110世帯、及び8,432家族が暮らしている。人口密度は714.6/km2 (1,851.0/mi2) である。266.8/km2 (691.1/mi2) の平均的な密度に11,333軒の住宅が建っている。この町の人種的な構成は白人86.13%、アフリカン・アメリカン1.13%、先住民0.08%、アジア10.90%、太平洋諸島系0.01%、その他の人種0.34%、及び混血1.41%である。ここの人口の1.41%はヒスパニックまたはラテン系である。
この町内の住民は26.4%が18歳未満の未成年、18歳以上24歳以下が3.5%、25歳以上44歳以下が22.7%、45歳以上64歳以下が28.5%、及び65歳以上が19.0%にわたっている。中央値年齢は44歳である。女性100人ごとに対して男性は88.7人である。18歳以上の女性100人ごとに対して男性は83.5人である。
この町の世帯ごとの平均的な収入は96,825米ドルであり、家族ごとの平均的な収入は111,899米ドルである。男性は81,857米ドルに対して女性は50,090米ドルの平均的な収入がある。この町の一人当たりの収入 (per capita income) は46,119米ドルである。人口の3.4%及び家族の1.8%の収入は貧困線以下である。全人口のうち18歳未満の3.2%及び65歳以上の3.4%は貧困線以下の生活を送っている。

## レキシントンからの名士
- ヘンリー・アブラハム -- ノーベル平和賞、居住者。
- ティム・バーナーズ＝リー -- World Wide Web 発明者、居住者。
- ノーム・チョムスキー -- マサチューセッツ工科大学で言語学の世界的に有名な教授及び left wing著者、居住者。
- レイチェル・ドラッチ -- サタデー・ナイト・ライブの出演者メンバー、レキシントン高校卒業生。
- レイフ・ラフレンツ -- ボストン・セルティックスでのフォワード/センター。
- フレッド・フィッツジェラルド -- オリンピック競技者。
- ノマー・ガルシアパーラ -- ボストン・レッドソックス及び シカゴ・カブスでの遊撃手-ゴールドグローブ受賞者、元居住者。
- ミア・ハム -- 17回 サッカーアメリカ合衆国女子代表のメンバー、元居住者。
- サルバドール・エドワード・ルリア -- ノーベル医学賞、元居住者。
- マリオ・モリーナ -- ノーベル化学賞、居住者。
- ユージン・ミーアマン -- コメディアン、レキシントン高校卒業生。
- ジョセフ・ナイ -- 政治学者、Soft powerの著者。
- アマンダ・パルマー -- レキシントンで成長したバンドドレスデン・ドールズのシンガー及びピアニスト。レキシントン高校に通っていた。
- チャールズ・ポンジ -- 有名な詐欺師、元居住者。
- クリフォード・シャル -- ノーベル物理学賞、元居住者。
- エドワード・オズボーン・ウイルソン -- 有名な昆虫学者、居住者。
- Ethan Zohn -- Survivor:Africa の受賞者、レキシントン高校卒業生。

## 姉妹都市
- アントニー、フランス
- ハイファ、イスラエル
- ドニプロ、ウクライナ
- ドローレス・イダルゴ、メキシコ